# 巴金旧居

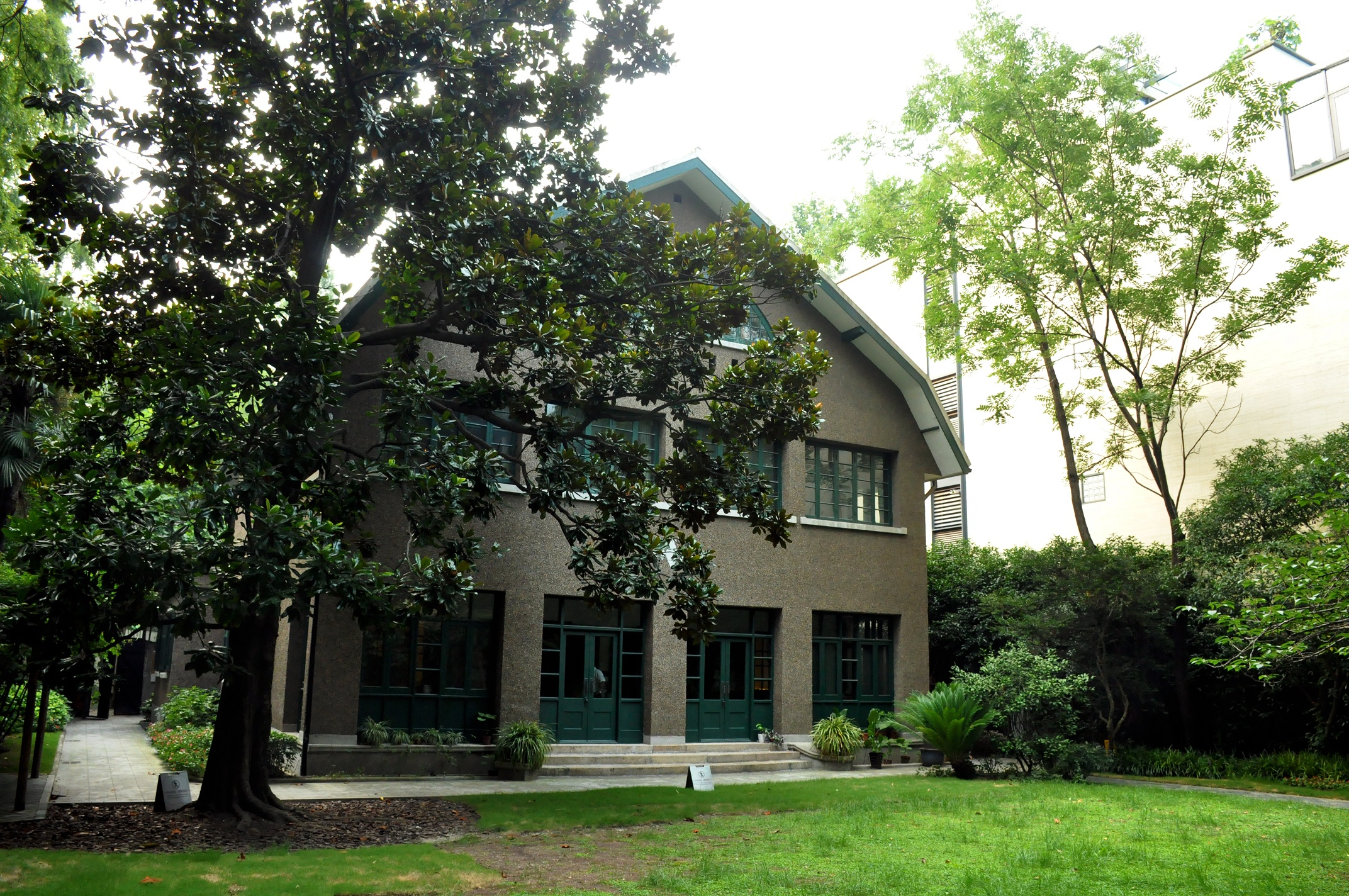
巴金旧居

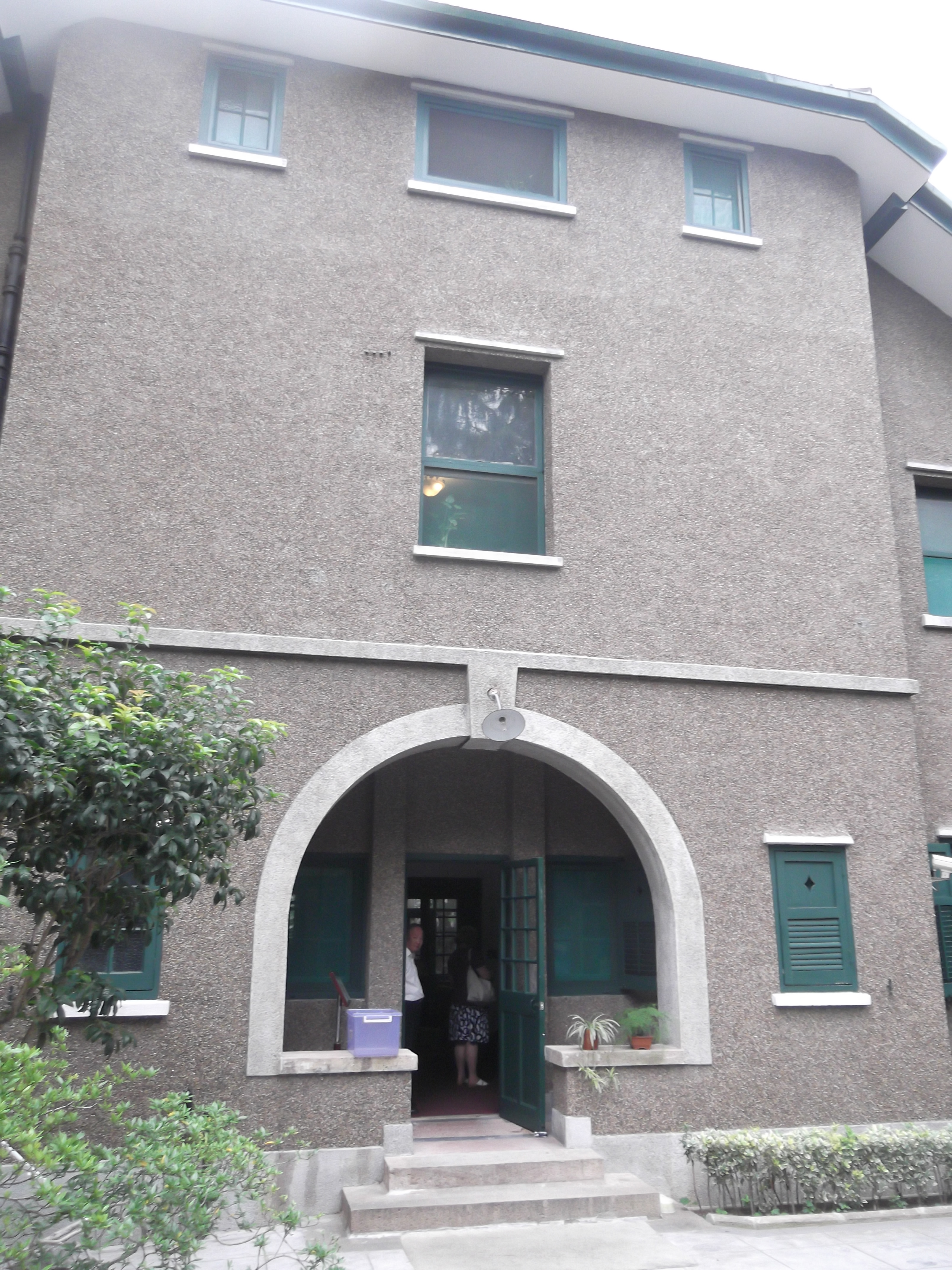
大门处

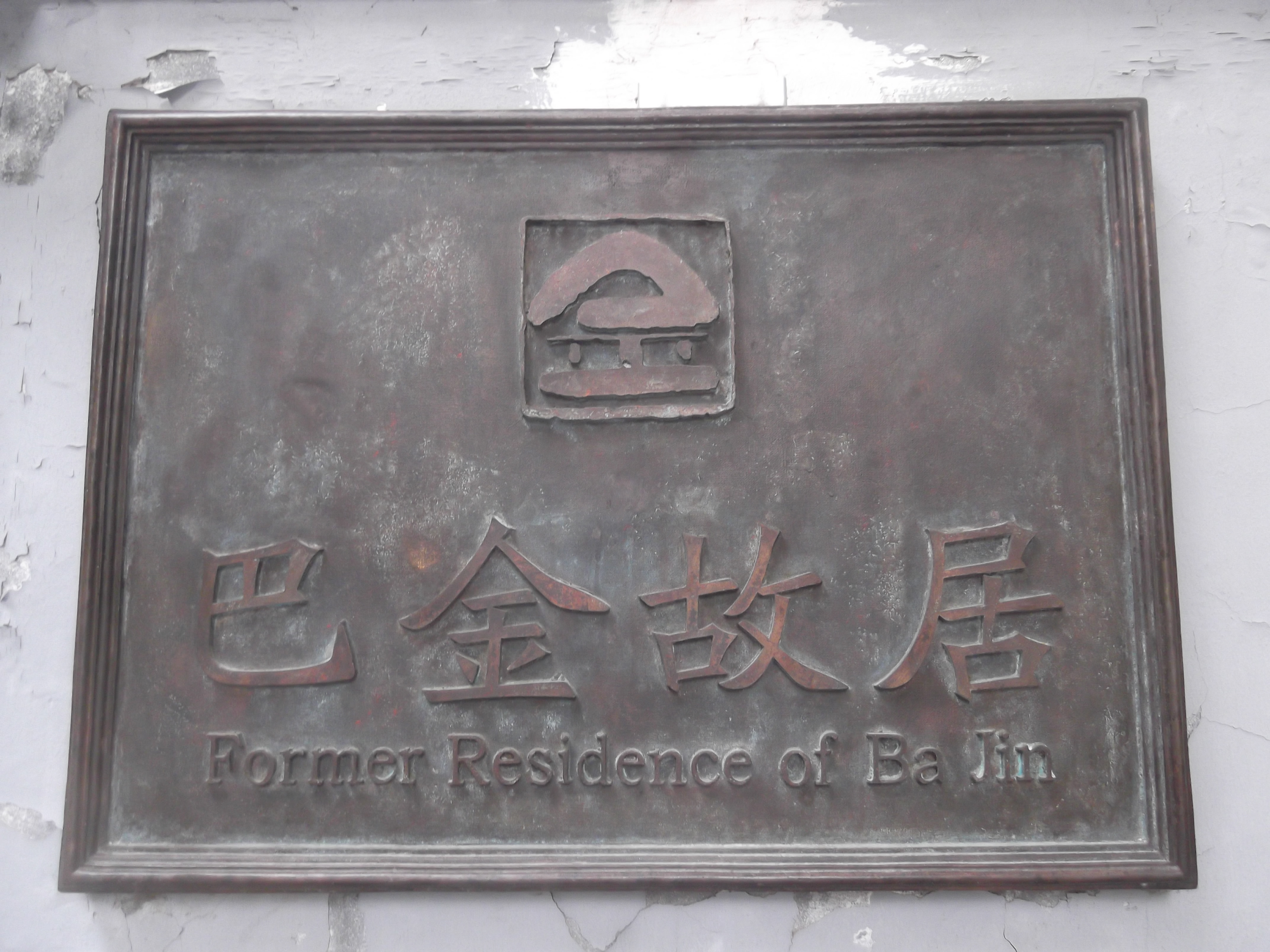
故居牌匾

巴金旧居（英語：Former Residence of Ba Jin）是中国上海市的一座名人故居，位于徐汇区湖南路街道武康路113号。

## 历史
这是一幢三层花园住宅，建于1923年，占地面积1400平方米，原属英国人毛特宝·林海。1940年代曾是苏联商务代表处。1955年，巴金从淮海坊迁入此处，在此居住了半个世纪之久。文革期间，巴金被抄家、批斗，自己被关在狭小的保姆间。
1999年，武康路113号住宅列为第三批上海市优秀历史建筑，编号D-Ⅲ-63。2011年，巴金旧居列为徐汇区文物保护单位。2014年4月4日，巴金旧居列为第八批上海市文物保护单位。目前对外开放。